# Didon (Scudéry)
Pour les articles homonymes, voir Didon (homonymie).
Didon est une tragédie en cinq actes de George de Scudéry, représentée l'hiver 1635-36 et publiée au printemps 1637. Cette pièce comporte 1720 alexandrins. Elle met en scène les amours de Didon et Énée, héros emblématiques de la mythologie grecque, tirés du Chant IV de l'Enéide de Virgile.

## Personnages
- Didon, reine de Carthage
- Énée, héros Troyen, fils de Vénus
- Anne, sœur de la reine
- Barcé, dame d'honneur de la reine
- Thecnis, suivante de la reine
- Zertine, suivante de la reine
- Achate, écuyer d'Enée
- Ilionée, Troyen
- Cloanthe, Troyen
- Sergeste, Troyen
- Palinure, pilote
- Hermon, Tyrien
- Arbase, Tyrien
- Hircan Tyrien
- Deux gardes
- Troupe de Courtisans
- Chœur de Chasseurs
- Troupe de Mariniers

La scène est à Carthage, cité d'Afrique du Nord.

## Trame

### Acte I. Arrivée d'Énée
- Scène 1 - Didon avoue à sa sœur Anne le trouble qu'elle ressent pour Énée. Anne la pousse à accepter ses sentiments et à s'allier aux Troyens pour vaincre les troupes ennemies.
- Scène 2 - Énée s'émerveille devant les bontés que lui offre le peuple de Carthage.
- Scène 3 - Hermon, serviteur de Didon, invite les Troyens à rejoindre la reine.
- Scène 4 - Dans une tirade adressée à ses serviteurs, Didon fait l'éloge de la royauté et met en avant les bienfaits que pourrait leur apporter Énée.
- Scène 5 - Énée raconte aux Tyriens sa fuite de Troyes et son voyage jusqu'à Carthage.

### Acte II. Acte de la chasse et de l'amour
- Scène 1 - Les servantes de Didon cherchent la reine dans la forêt. Elles développent une discussion sur les femmes et l'amour.
- Scène 2 - Isolés au cœur de la forêt, Énée et Didon échangent un dialogue amoureux. Un orage éclate et les deux héros sont contraints de se réfugier dans une grotte.
- Scène 3 - Scène d'opposition entre Hermon et Arbase qui débattent sur la chasse et la nature.
- Scène 4 - La tempête fait rage et les Troyens sont à la recherche d'Énée et Didon.
- Scène 5 - Anne rejoint les Troyens dans leur fuite lors de la tempête.
- Scène 6 - Le calme renaît dans la forêt. Didon et Énée s'échangent des derniers serments amoureux.
- Scène 7 - Le couple rejoint la cour.

### Acte III. Prise de décision du départ
- Scène 1 - Après délibération, Ilionée, Cloanthe, Sergeste et Palinure déclarent qu'il est temps pour les Troyens de repartir en mer.
- Scène 2 - Ilionée tente de convaincre Achate d'un nouveau départ en mer. Achate se lamente de devoir annoncer cette nouvelle à Énée.
- Scène 3 - Monologue délibératif d'Énée concernant son départ imposé par les dieux.
- Scène 4 - Énée confie à Achate la décision des dieux. Son écuyer le conforte dans ce choix.
- Scène 5 - Didon s'inquiète du calme régnant dans son royaume et redoute une mauvaise nouvelle à venir.
- Scène 6 - Énée annonce à Didon son départ, le cœur lourd.

### Acte IV. Désespoir et lamentations
- Scène 1 - Didon se désespère dans de longues tirades du départ de son amant.
- Scène 2 - Ultime confrontation entre Énée et Didon. Didon tente une nouvelle fois de retenir son amour, en vain. Énée profite de la détresse de la reine pour s'enfuir.
- Scène 3 - Énée rejoint son équipage. Il gémit et se lamente de devoir quitter Carthage et sa reine bien-aimée.
- Scène 4 - Plaintes d'Énée mêlées aux cris de Palinure qui prépare le navire au voyage.
- Scène 5 - Prières d'Anne à la vue des préparatifs d'Énée qui lui dit adieu.
- Scène 6 - Monologue de Didon qui souffre de la fuite de son amant. Scène construite pour contraster avec la scène d'exposition de la pièce.
- Scène 7 - Anne annonce à sa sœur la résolution d'Énée. Didon dépérit face à cette nouvelle.

### Acte V. Départ d'Énée et suicide de Didon
- Scène 1 - Énée réveille ses compagnons et leur ordonne de reprendre le large.
- Scène 2 - Face à la flotte d'Énée qui s'éloigne de Carthage, Didon maudit le Troyen et sa descendance dans une tirade de rage et de désespoir. Elle ordonne ensuite à sa sœur de préparer un autel afin d'invoquer "une grande Prêtresse" qui pourrait l'aider à posséder Énée.
- Scène 3 - Didon demande ensuite à Barcé d'élever un grand bûcher au milieu de la cour et d'y apporter l'épée et le portrait d'Énée.
- Scène 4 - Hermon, Arbase ainsi qu'une troupe de courtisans maudissent Énée et jurent de se venger de sa lâcheté.
- Scène 5 - Barcé termine les préparatifs imposés par la reine. L'autel est érigé.
- Scène 6 - Après avoir haï les troyens et en particulier Énée, Didon se jette dans les flammes et se suicide.
- Scène 7 - Scène morale sur la mort et l'amour qui clôt la pièce. Anne découvre le corps de sa sœur et justifie sa mort.

## Analyse

### Respect des normes classiques
La pièce de Scudéry est en un sens totalement originale, même si elle est tributaire des adaptations antérieures. Caractérisé par un retour aux Anciens, le Grand Siècle fixe définitivement les codes de la tragédie ; genre le plus noble. Scudéry s’inspire des sujets et modèles antiques, et conserve les principes d’écriture instaurés par Aristote et Horace. Il partage une vision classique de la tragédie. Son œuvre est composée de cinq actes et s’achève sur le suicide de Didon, fin malheureuse selon les codes tragiques. La terreur et la pitié ordonnées par Aristote sont également présentes à travers les sentiments d’abandon et de désespoir de Didon.
Scudéry reprend la règle des trois unités qu’il revisite. Il opère un élargissement temporel et fait dérouler sa pièce à Carthage. Il « agrandit à toute la cour les dimensions du drame, au lieu de le réduire à un univers clos sur lui-même ». 
L'auteur parvient à équilibrer liberté et justification des mouvements spatiotemporels malgré l’imprécision des indications scéniques. Il adapte en ce sens une structure narrative d’inspiration romanesque au genre tragique en s’emparant de l’alexandrin. Par ailleurs, Scudéry est celui qui reprend le plus fidèlement les discours présents chez Virgile.
Au XVIIe siècle, la tragédie se heurte à certains tabous dus à l’influence de l’Eglise qui entre en opposition avec le théâtre qu’elle juge dangereux, mais aussi au public pudique de l’époque. Afin de respecter la règle de bienséance, Scudéry a adapté l’épisode fondamental de la grotte présent au Chant IV de l’Enéide, des vers 151 à 183. Il représente l’épisode en le tournant en scène galante : Énée et Didon se retrouvent seuls dans une grotte. Il n’est question que d’échanges et de déclarations d’amour précieux.

### Élégance et galanterie
Le public théâtral évolue et s’intéresse plus aux larmes qu’au péril de mort. Le courant précieux puis le style galant vont influencer les attentes des spectateurs qui réclament l’émotion mais aussi une certaine esthétique. La préciosité galante des romans se retrouve dans la tragédie de Scudéry. L’élégance, le raffinement et les discours amoureux occupent l’œuvre. L’aspiration finale de Scudéry tend principalement non plus vers l’expression antique de la terreur et la pitié mais vers l’exploration des sentiments amoureux ; nouveauté de l’époque.
Contrairement à l’Énée virgilien qui ne se laissait pas adoucir par les plaintes de son amante, Scudéry offre au personnage d’Énée une épaisseur galante plus humaine que nous pouvons apercevoir dans son monologue de désespoir dans l’acte III scène 3. Dans le récit rapporté du message de Mercure qui lui ordonne de quitter Carthage, Énée, en proie au doute, songe au suicide. « Autant Scudéry est fidèle à la Didon virgilienne en proie aux fureurs de l’amour, autant il veut plier Énée aux règles de la galanterie ». En effet, Énée use à plusieurs reprises de tournures galantes pour témoigner son amour à Didon.

### Tension et suspense
Le public trouve le sérieux ennuyeux. Les tensions et le suspense deviennent alors indispensables au théâtre. Grâce à cela, le spectateur est alternativement rassuré et inquiété. Ce processus repose sur l’attente et l’impatience : l’attention du spectateur est retenue jusqu’à la fin.
Scudéry multiplie les rencontres et les confrontations entre Didon et Énée (II, 2, II, 6, III, 6, IV, 2, V, 2) a contrario de Virgile qui ne laissait place qu’à une entrevue. Il élargit ensuite le cadre spatio-temporel et humain : l’allongement du temps reprend ainsi les sentiments qui se succèdent et la diversité des scènes et des personnages agrandit la tragédie à toute la pièce. Les nombreuses hésitations d’Énée augmentent aussi le suspense de la pièce.

### Le merveilleux
Dans l’Enéide, le thème du merveilleux domine. Les dieux sont omniprésents et régissent les actes d’Énée, pieux et soumis. Cette puissance divine est présente dans les tragédies grecques où le destin des hommes est placé entre les mains des dieux. Cette idée se retrouve à l’époque classique, dans les représentations tragiques des mythes. Au XVIIe, l’Eglise exerce un poids considérable sur la pensée et la morale françaises. La tragédie est alors soumise à la philosophie chrétienne et obéit d’autre part aux règles établies par Aristote telle que la vraisemblance.
En ce sens, Scudéry se détache du merveilleux. Il n’introduit aucun personnage divin ni même l’ombre ou le spectre de Sychée. L’intervention de Mercure n’est pas représentée mais rapportée par Énée dans son monologue à la scène 3 de l’acte III et dans son échange avec Achate dans la scène suivante. Par ailleurs, la scène 2 de l’acte III ressemble à une scène d’agôn réduite. Achate et Ilionée conversent sur la possibilité du départ d’Énée : tous deux opposés, Achate défend l’amour tandis qu’Ilionée prend le parti du destin. Cette scène rappelle les affrontements de Junon et Vénus de l’Enéide qui sont ici absents. L’auteur supprime aussi la scène du coup de foudre prémédité par Vénus et Junon. L’amour de Didon pour Énée ne dépend plus du merveilleux mais de la reine. Cela nous permet de noter l’évolution du personnage qui n’est plus une victime pathétique.

### Didon heureuse et transvalorisation
Au XVIIe siècle, le personnage virgilien d’Énée pose problème. Sa froideur et son insensibilité se heurtent au style galant et au plaisir des larmes tant convoités par le public français. Scudéry a donc dû se confronter au fait de trouver des preuves de sensibilité et d’amour chez Énée pour satisfaire le public. Cette contrainte dramaturgique est doublée d’une seconde. La sombre Didon virgilienne, infelix Dido, évolue dans un malheur permanent, ne goutant à aucun moment le bonheur. Cette notion de malheur perpétuel ne convient pas aux adaptations tragiques du mythe au XVIIe siècle.
Scudéry se voit contraint de réhabiliter les deux héros au goût du jour en rendant Didon heureuse avec la revalorisation d’Énée. Pour cela, il suit le principe d’une transvalorisation du personnage d’Énée, notion développée par Gérard Genette dans Palimpsestes. Il s’agit d’une transformation axiologique portant sur la perception du personnage. Ce mouvement est double car il suppose à la fois une valorisation et une dévalorisation du héros. Énée perd ainsi sa grandeur épique, valorisée à l’époque de sa source, au détriment d’un personnage transi d’amour. Cette transformation du héros concède à Didon une part de bonheur qui jusqu’alors lui était interdite.
Scudéry étoffe le personnage d’Énée, déchiré entre son amour et son devoir à l’image du héros cornélien. Dans sa pièce, le bonheur de Didon provient de son amour réciproque avec Énée et elle n’hésite pas à le proclamer. Familier des salons précieux, Scudéry offre à voir un Énée plus sensible et plus tendre en supprimant les « goujateries » présentes dans l’Enéide. Nous retrouvons cette idée dans ses adieux à Didon dans la scène 2 de l’acte IV.
Cette tirade lyrique d’adieu s’éloigne du personnage virgilien et met en valeur un motif de l’amour courtois : un amour qui se veut éternel même dans l’absence, « l’amour de loin ». La transvalorisation d’Énée par Scudéry n’apporte pas uniquement du bonheur à Didon et un style galant que le public apprécie : il ajoute des péripéties à la pièce. En effet, ce n’est non pas Didon mais Énée qui est envahi par un conflit intérieur. Il s’interroge sur une situation difficile et douloureuse tandis que Didon choisit rapidement de céder à l’amour. Par ailleurs, la violence des émotions d’Énée dynamise l’action en instaurant une certaine attente de la réaction de Didon.

### Le tragique
Malgré l’adaptation d’Énée au goût du public, le succès de la tragédie est dû à Didon, incarnation même de l’héroïne tragique. La figure de l’amante délaissée est une image féminine dont s’émeut la sensibilité amoureuse de l’époque. Cette reine vaincue par ses passions et qui suscite vainement la pitié offre de nombreuses possibilités dramaturgiques.
Scudéry fait le choix de représenter Didon déchirée par son amour sous une lumière tragique. À l’image des héros de Racine, Didon est aveuglée par une passion destructrice qui la conduira à sa perte. Le sort de son peuple dépend de son destin personnel. Tout comme Racine, Scudéry s’inspire de la Poétique d’Aristote selon laquelle le héros tragique est « [un] homme qui n'a rien de supérieur par son mérite ou ses sentiments de justice, et qui ne doit pas à sa perversité et à ses mauvais penchants le malheur qui le frappe, mais plutôt à une certaine erreur qu'il commet pendant qu'il est en pleine gloire et en pleine prospérité ». L’héroïne est alors à la fois bonne et mauvaise, coupable et innocente : coupable en se livrant pleinement à ses passions et innocente dans sa quête du bonheur. La condition de l’homme est tragique lorsqu’il est voué au malheur par un principe qui l’anime : la passion funeste de Didon la mène à l’autodestruction.
Chez Racine, le héros toujours désespéré se heurte à la résistance de l’être aimé. Ses premières paroles témoignent généralement de sa lassitude, de sa désolation et de sa tristesse. Par ailleurs, sa mort est inévitable et s’actualise sous la forme d’un suicide ou un assassinat. Racine met en scène l’histoire de la chute et la déchéance de son héros. Nous retrouvons ce schéma dans Didon avec une victime de la passion et du destin : Didon se désespère de la fuite d’Énée qui renonce à leur amour pour poursuivre sa quête.
La pièce accentue les lamentations de Didon, imitations les plus fidèles de l’Enéide. Ce choix met en avant le pathos que suscite la reine. Les plaintes de Didon sont alors récurrentes et se retrouvent au sein de monologues ou de tirades. Dans la scène 6 de l’acte IV, Didon se désespère dans un monologue après avoir appris la décision d’Énée. Cette scène de désillusion contraste avec les espérances de Didon dans la première scène de la pièce. La reine s’appuie sur une comparaison marine : à l’image d’Énée qui s’enfuit sur les flots, elle se retrouve abandonnée telle une naufragée. Elle met aussi en avant l’inconstance et la froideur d’Énée qui reste inflexible à ses prières.
Didon incarne ainsi le caractère de l’héroïne tragique dominée par l’amour : l’irrationalité de l’âme humaine est représentée à travers elle.
À l’encontre des règles de bienséance, Didon se suicide en amoureuse, victime de la « fatale tendresse » (V, 4). Afin d’atténuer la fureur de Didon pour la rendre plus tendre à l’image d’une amoureuse tragique, Scudéry adoucit la scène du suicide. Dans les vers 1644 à 1662, Didon demande la paix et le pardon aux dieux pour avoir cédé à l’amour et à l’infidélité. La mention de son bonheur au vers 1668 estompe la noirceur de son acte. Elle meurt ainsi lavée de toutes ses fautes et atteint une dignité dans la mort. Elle n’expire plus dans les lamentations, ni dans l’amour mais dans un désir de vengeance. Par ailleurs, le tragique de la scène est accentué par le suicide d’Anne, fidèle jusque dans la mort : « Vous ouvrez mon tombeau, comme votre cercueil » (V, 7).

### Le destin comme clé dramatique
La notion de destin, ou fatum en latin, est fondamentale dans la compréhension de l’Enéide. Thème hérité de la littérature grecque, le poids du destin orchestre les actions d'Énée, contraint de fonder la ville de Lavinium.
Selon les croyances antiques, les dieux orchestrent la vie des hommes selon les principes de la morale, de l’équité et du destin. Élément déclencheur et annonciateur de la catastrophe dans la tragédie, le motif du destin est repris par Scudéry dans sa réécriture. Il construit sa trame dramaturgique autour du fatum et en fait la principale péripétie, source des malheurs de Didon. Cette fatalité représente ainsi la clé dramaturgique.
Le destin est incarné par le personnage de Mercure, porte-parole de Jupiter. Son intervention opère une rupture dans la chronologie de la pièce, jusqu’alors placée sous le signe de l’amour et du bonheur. Le dieu intervient à la suite de la scène de la grotte, épisode où les amours de Didon et Énée sont à leur apogée. La scène 3 de l’acte III entre en contradiction avec la fin idyllique de l’acte II, produisant ainsi une rupture dans la pièce.
La dimension de prédestination est aussi essentielle que la force du destin. Les répliques des personnages sont envahies par le fatum à venir. Les Troyens s’inquiètent de leur séjour à Carthage qui s’éternise en raison de la liaison d’Énée et de Didon (III, 1). Dans une longue tirade, Ilionée dénonce les effets négatifs de l’amour qui empêchent leur roi de repartir accomplir sa mission. Il met en avant la gloire et s’appuie sur le destin. Il s’agit de la première mention du destin de la pièce. Ilionée use à répétition des verbes d’obligation mettant en relief la dimension légitime et irrévocable de la destinée d’Énée. Intervient ensuite Achate avec lequel il débat sur la supériorité des obligations divines sur l’amour.
Contraint de repartir, Énée souligne la supériorité des dieux sur le destin des hommes qu’il nomme « l’implacable Fortune » (III, 4). Connotée de façon péjorative du point de vue de l’amour, la destinée d’Énée possède des répercussions sur celle de Didon qui se donnera la mort. Scudéry va plus loin et place Énée en martyr. À l’image du Christ se sacrifiant pour l’humanité, Énée cède au départ en abandonnant celle qu’il aime. Nous pouvons observer une timide christianisation du mythe. Plusieurs références bibliques peuplent le texte telles que la réplique d’Ilionée dans la scène 4 de l’acte II : « Dieux, un second déluge est en cette Province ! ». Dans la scène 3 de l’acte III, Énée remet en cause sa vision de Mercure. Cette remise en cause est complétée par la méfiance de Didon lorsqu’Énée lui rapporte sa rencontre avec le dieu. Didon utilise le terme fort de « folie », remettant en question la présence du merveilleux dans la pièce. 

### Didon, une reine puissante
Dans la scène 5 de l’acte I, Énée remercie Didon « dont la bonté ne peut être bornée » pour son hospitalité. En réponse à ses louanges, Didon fait preuve de compassion et de bienveillance. Dès cette première impression, nous apercevons le caractère d’une vertu royale faite de générosité au travers des dons et de l’hospitalité. Cette qualité entre en opposition avec la tyrannie mentionnée par Jean-François Senault : il ne s’agit plus « de disposer comme bon leur semble, des biens de leurs sujets, de leurs honneurs et de leurs vies » mais d’oublier cet arbitraire pour lui substituer une morale du dévouement et de la bienfaisance. Dans son édition critique, Christian Delmas cite Eveline Dutertre qui analyse la question de la générosité chez Scudéry dans son ouvrage Scudéry dramaturge : « plus que par les actions des personnages, c’est par l’abondance du vocabulaire héroïque que Scudéry impose la notion de générosité ».
Une autre qualité de Didon est mise en avant dans nos pièces : la maîtrise de ses sentiments face aux situations de crise. A de nombreuses reprises, Didon fait passer son devoir avant ses émotions au début de la pièce, avant d’être véritablement consumée par l’amour. Ce trait de caractère est lié aux contraintes que représente le pouvoir royal. Face à l’adversité, Didon surmonte les obstacles mais se désole de cette nécessité.
La tragédie de Didon ne met donc plus en scène une amante éplorée mais une reine qui se confronte à l’amour et s’y abandonne. Didon accepte librement de céder à ses passions et son amour ne nait plus d’une origine divine. C’est en ce sens que son pouvoir est accru : Didon est une femme libre de ses choix et non une victime pathétique. À l’image de l’Enéide, Didon retrouve sa dignité lors de son suicide, acte délibéré et responsable.

### Courtisans et compagnons: les personnages secondaires
Les personnages secondaires sont essentiels d’un point de vue politique. Scudéry élargit le cadre humain avec divers personnages permettant au drame d’être agrandi à toute la cour ; à la différence de l’univers réduit de l’Enéide. Il dévoile un monde de conseillers plus travaillé, qui gravite autour des deux personnages principaux. Comme le remarque Michèle Ducos dans son article, il semble que Scudéry se soit davantage intéressé à l’influence des compagnons d’Énée.
Les soldats troyens se réunissent à l’ouverture de l’acte III pour exprimer leur désir de quitter les terres africaines. Après avoir délibéré, Ilionée tente de convaincre Achate d’aller raisonner Énée. Achate hésite devant cette mission mais reconnait son rôle et prend ses responsabilités. Face à lui, Énée cède à la requête de ses compagnons : « Vos coups me sont plus durs que ceux de la fortune ! » (III, 4). Dans la scène 3 de l’acte IV, Énée, entièrement soumis, reconnait leur influence. À la suite de cette déclaration, ses soldats lui prêtent serment et témoignent de leur fidélité. Nous pouvons apercevoir leur dévouement et leur loyauté, renforçant les liens sincères et respectueux des compagnons pour leur maître. Cette scène constitue un total renversement des valeurs : ce n’est plus le roi qui a le pouvoir absolu mais ses conseillers. Ces derniers prennent en ce sens de la grandeur en raison de leur pouvoir sur leurs maîtres.
Les personnages secondaires prennent de l’ampleur. Ils apportent des morales et font part de leurs pensées. Le public peut ainsi s’identifier à leurs discours grâce à la création d’une proximité.

### Morale et idéal politique
Les qualités royales de Didon mettent en lumière un modèle de souveraineté à atteindre. Il s’agit d’une époque où les traités sur l’art de régner se multiplient et influencent la littérature. Le pouvoir de Didon est fondé sur la générosité, la bienveillance et l’écoute des sujets. Toutes les décisions reposent en ce sens sur un principe moral et non d’intérêt politique. Notion essentielle à l’époque classique, la « raison d’Etat » mentionnée par Michèle Ducos est défiée par ce modèle politique.
Dans la scène 4 de l’acte I, Didon s’adresse seule à sa cour. Elle expose le rôle d’un souverain et son devoir d’hospitalité ; thème inspiré de l’Enéide. Les vers de la reine au présent gnomique se rattachent à des maximes royales. Didon récite aux courtisans des règles de conduite, des principes et devoirs idéaux que chaque souverain devrait respecter. Pour qualifier les rois, Scudéry emploie le terme « soleil ». Le XVIIIe ne cessera de développer cette image au sujet du siècle de Louis XIV. Ces deux présentations du seigneur entrent en opposition avec celle du tyran qui est alors dénoncée. L’idéal politique que représentent Didon mais aussi Énée entre en contradiction avec celle d’un abus de pouvoir.
Autre préoccupation de l’époque, la présence et les qualités des ministres mettent aussi en exergue l’intelligence et le bon sens des souverains qui ont choisi avec discernement leurs conseillers. En parallèle, les chefs d’état savent limiter au besoin leurs influences si elles deviennent néfastes ou sont contre leur volonté.
La morale politique la plus importante réside dans la maîtrise des passions. Ce contrôle de soi est un devoir royal au XVIIe siècle. Il faut se contraindre, modérer ses sentiments et émotions pour mieux régner. L’erreur de Didon est de céder à sa passion en oubliant son rôle primaire de reine. Dans les œuvres politiques, l’amour et le pouvoir sont difficilement compatibles. Les passions révèlent une fragilité chez le souverain qui devient inquiétante en raison de ses conséquences sur l’état. La tragédie de Didon possède ainsi une nouvelle dimension : il s’agit d’une reine qui court à sa perte à la suite de la découverte de la passion. Thème d’actualité de l’époque classique, Scudéry souhaite montrer la responsabilité du monarque. La maîtrise de soi et le refus des sentiments représentent une qualité royale nécessaire et indispensable au roi pour la survie de son royaume. L’auteur met en avant l’évolution progressive de la reine qui ne s’abandonne pas instantanément à la passion.
Cette morale est doublée de l’idéal féminin romain selon lequel la femme doit rester fidèle à son mari au-delà même de la mort. En cédant à l’amour, Didon commet deux fautes qui lui seront fatales. Elle délaisse son trône au profit de ses sentiments et rompt avec la figure d’univira.

### Édition
- Georges de Scudéry, Didon (1637), Didon à la scène regroupant les tragédies Didon de Scudéry de 1637 et La Vraye Didon, ou la Didon chaste de Boisrobert de 1643, édition préparée sous la direction de Christian Delmas par le groupe de recherche « Idées, thèmes et formes 1580-1660 » de l’Université de Toulouse-Le Mirail, Société de littératures classiques, 1992